# Імперський округ

Імперські округи (1560):
Бургундський округ
Вестфальський округ
Куррейнський округ
Верхньорейнський округ
Нижньосаксонський округ
Верхньосаксонський округ
Франконський округ
Швабський округ
Баварський округ
Австрійський округ
Позаокружі території

Імпе́рський о́круг (лат. Circulus imperii, нім. Reichskreis) — адміністративно-територіальна одиниця вищого рівня у складі Священної Римської імперії. Об'єднання державних утворень кожного з великих історичних регіонів імперії в військово-фіскальних цілях, а також для підтримки порядку і вирішення міждержавних конфліктів. Держави, що входили до складу округу, зберігали свій суверенітет.
Шість імперських округів були створені в 1500 році на сеймі в Аугсбурзі. У 1512 році було додано ще три округа, а великий саксонський круг був розділений на два, так що з 1512 року і до розпаду Священної Римської імперії в епоху Наполеона там існувало десять імперських оуругів. Богемське королівство, Швейцарська Конфедерація та Італія залишилися поза межами округів, як і різні незначні території, що мали імперський статус (нім. Reichsfreiheit).

## Імперські округи
Округи створені у 1500 році:
1. Франконський округ[1]
2. Баварський округ[2]
3. Швабський округ[3]
4. Верхньорейнський округ[4]
5. Нижньорейнсько-Вестфальський округ[5]
6. Верхньосаксонський округ[6]

1512 року створили додаткові округи;
- Австрійський округ
- Бургундський округ
- Куррейнський округ

- Нижньосаксонський округ

## Функції округів
У кожному з них були створені окружні збори (нім. Kreistag), до складу яких увійшли представники всіх державних утворень (окрім володінь імперських лицарів), що знаходилися на території округу. На окружних зборах діяв принцип «одна територія — один голос», що в таких округах, як Швабський, Франконський і Верхньорейнський дозволяло дрібним імперським утворенням чинити реальний вплив на регіональну і імперську політику. В компетенції округів знаходилися питання підтримки земського миру і вирішення суперечок між імперськими станами, набір і утримання збройних сил, підтримка в боєздатності фортець, розподіл і стягування імперських податків. З 1681 р. на окружний рівень були передані фактично всі питання організації імперської армії і її фінансування. Округи відігравали важливу роль в підтримці статус-кво в імперії, інтеграції дрібних і середніх державних утворень в загальноімперську систему і підтримці обороноздатності країни. Найефективніше функціонували округи, на території яких були відсутні крупні держави (Швабський і Франконський), тоді як робота Верхньосаксонського округу була повністю паралізована через відмову Бранденбурга від участі в окружних витратах. Округи інколи об'єднувалися в асоціації: так в період Війни за іспанську спадщину асоціація п'яти західних округів змогла чинити дієвий опір французькому натиску в напрямі Рейна. Система округів в практично незмінному вигляді проіснувала до розпуску Священної Римської імперії в 1806 р.

### Монографії
- Dotzauer, W. Die deutschen Reichskreise in der Verfassung des alten Reiches und ihr Eigenleben. (1500–1806). Darmstadt: Wissenschaftliche Buchgesellschaft, 1989.
- Dotzauer, W. Die deutschen Reichskreise (1383–1806). Geschichte und Aktenedition. Stuttgart: Franz Steiner, 1998.
- Reichskreis und Territorium. Die Herrschaft über die Herrschaft?. Stuttgart: Thorbecke, 2000.

### Довідники
- Creiß [Архівовано 19 січня 2021 у Wayback Machine.] // Zedler, J. Grosses vollständiges Universal-Lexicon Aller Wissenschafften und Künste. 1733, Bd. 6, Sp. 1562–—1563.
- Імперські округи // Енциклопедичний словник Брокгауза і Єфрона. Санкт-Петербург, 1894, Т. 13, С. 16—17. (рос.)